# Campus de la Plaine
De Campus de la Plaine is een van de campussen van de Université libre de Bruxelles (ULB) in België. De campus ligt aan de Triomflaan in de Brusselse gemeente Elsene. Het campusterrein heeft een oppervlakte van 25 hectare.
Het terrein wordt in het noordoosten en zuidoosten begrensd door de Triomflaan, in het zuidwesten door de Pleinlaan en in het noordwesten door de Campus Etterbeek. Ongeveer een kilometer naar het zuidwesten ligt de Campus Solbosch.
De campus is bereikbaar met het openbaar vervoer via station Delta in het zuidoosten, metrostation Delta in het zuidoosten, het station Etterbeek in het noordwesten en de tram via halte VUB in het noordwesten.

## Geschiedenis
In de 19e eeuw was het terrein van de campus onderdeel van de Koninklijke Jacht.
In 1875 werd besloten om het oefenplein te verplaatsen van het plateau van Linthout (de latere locatie van het Jubelpark) naar de site van de Koninklijke Jacht, omdat op het plateau de feestelijkheden werden georganiseerd van de vijftigste verjaardag van België. Het terrein van de Koninklijke Jacht werd daarbij heringericht en werden er verschillende lanen aangelegd, waaronder de Boulevard Militaire die later Generaal Jacqueslaan ging heten.
In 1969 werd de Université libre de Bruxelles (ULB) gesplitst en ontstond de Vrije Universiteit Brussel. Omdat de ULB ruimtegebrek had op de Campus Solbosch en de VUB ruimte nodig had, werd in 1968-1969 door de ULB het oefenplein van 45 hectare aangekocht, waarvan 25 hectare voor de ULB en 20 hectare voor de VUB.
In 1971 kwam het eerste gebouw klaar naar het ontwerp van architect Henri Montois. In 1972 en 1973 volgden respectievelijk gebouwen van architecten Henri Montois en van Marcel Lambrichs.
In 1979 werden er studentenkoten gebouwd en in 1985 kwam de feestzaal gereed.